# Joan Francesc Triay Llopis
Joan Francesc Triay Llopis (Ciutadella, 1944) és un polític mallorquí del PSIB-PSOE.

## Trajectòria
Llicenciat com a enginyer de camins, a les eleccions generals espanyoles de 1979 era el número 3 de la llista del PSIB-PSOE per les illes diputats. En 1980 va substituir Emilio Alonso Sarmiento en el Congrés dels Diputats fins al final de la legislatura.
Fou conseller del Consell Insular de Menorca preautonòmic del 1979 al 1983 i membre del Consell General Interinsular. Dins el partit, fou president (1985-1990) i secretari general (1982 i 1994). A nivell de Mallorca, fou conseller del Consell Insular de Mallorca i diputat al Parlament Balear del 1985 al 1999. Els anys 1987 i 1995 fou el candidat a la presidència del Govern Balear. De 1999 a 2003 fou president de l'Autoritat Portuària de les Balears. Fou nomenat per a un segon mandat de 2007 a 2011.